# Peribaea plebeia
Peribaea plebeia är en tvåvingeart som först beskrevs av Malloch 1930.  Peribaea plebeia ingår i släktet Peribaea och familjen parasitflugor. Inga underarter finns listade i Catalogue of Life.